# Belle Gunness
Belle Gunness, rozená Brynhild Paulsdatter Størseth (11. listopadu 1859 – nejspíš 28. dubna 1908?), přezdívaná „Hell's Belle“, byla norsko-americká sériová vražedkyně, která byla aktivní v amerických státech Illinois a Indiana mezi lety 1884 a 1908. Belle zřejmě zavraždila 14 lidí, většinou se jednalo o muže, které k sobě pozvala pod příslibem sňatku. Některé zdroje ale spekulují až o čtyřiceti vraždách. Belle Gunness zemřela nejspíš při požáru svého domu v roce 1908, často se ale věřilo tomu, že svou smrt zfalšovala. O jejím skutečném osudu se nic neví.

## Mládí
Brynhild Paulsdatter Størseth se narodila ve městě Selbu v Norsku dne 11. listopadu 1859. Byla nejmladším z osmi dětí Paula a Berit Størsethových. V roce 1874 byla přijata k evangelické luteránské církvi. Ve věku 14 let začala pracovat na sousedních farmách jako dojička a pasačka dobytka, aby si vydělala dostatek peněz na cestu do New Yorku, kam chtěla emigrovat. Do Spojených států se přestěhovala v roce 1881. Při imigračním procesu v Castle Garden si změnila křestní jméno na Belle a odcestovala za svou sestrou Nellie do Chicaga, která sem emigrovala o sedm let dříve.
V Chicagu, kde žila se svou sestrou a švagrem, pracovala jako jejich služka, poté získala práci v řeznictví, kde porcovala mrtvá zvířata. V roce 1884 se poprvé vdala. Měřila 170 cm a vážila okolo 95-113 kg, byla velmi silná a působila mužným dojmem.

## Úmrtí spojována s Belle Gunness

### Mads Sorenson a děti
Belle Gunness se v roce 1884 provdala za Madse Sorensona. Společně vlastnili prodejnu cukrovinek, která však vyhořela. Později shořel i jejich dům; v případě obou požárů byla manželům vyplacena velká pojistka.
Dvě jejich děti zemřely jako kojenci na zánět tlustého střeva, což mohlo být způsobeno otravou. Belle pravděpodobně otrávila obě své děti a opět po jejích smrti jí byla vyplacena vysoká částka z pojišťovny. Mezi sousedy kolovaly pomluvy o tom, že ani jedno z dětí nebylo její, jelikož nikdy nevypadala jako těhotná.
Sorenson uzavřel dvě životní pojistky. Dne 30. července 1900 byly obě pojistky aktivní, jelikož je uzavřel tak, aby v den vypršení první pojistky začala platit druhá. Sorenson toho dne zemřel na krvácení do mozku. Belle tvrdila, že manžel si pár dní před smrtí stěžoval na bolesti hlavy a že mu poskytla chininový prášek proti bolestem. Poté jej šla za nějakou chvíli zkontrolovat a byl již mrtvý. Belle tak získala vyplacení obou pojistek, což dohromady činilo 5000 dolarů. Za tyto peníze se odstěhovala do La Porte v Indianě a koupila si prasečí farmu.

### Peter Gunness
Belle se dne 1. dubna 1902 provdala za Petera Gunnesse. Následující týden, zatímco Peter nebyl doma, jejich dcera v batolecím věku zemřela z neznámých příčin v Bellině péči.
Sám Peter zemřel o devět měsíců později po zranění lebky. Belle jeho smrt vysvětlila tak, že hledal něco na vysoké polici a při tom na něj spadl mlýnek na maso, který mu rozbil lebku. Místní koroner svolal porotu, jelikož Belle podezíral z vraždy, avšak nebyl nalezen žádný relevantní důkaz. Belle získala z Peterovy životní pojistky 3000 dolarů.

### Zmizení
Belle v roce 1905 podala do novin v Chicagu nabídku k sňatku. Na ni reagoval a odpověděl farmář z Wisconsinu, Henry Gurholt. Poté, co přicestoval do La Porte, napsal své rodině, že se mu zdejší Bellina farma líbí a požádal ji, aby mu poslala bramborová semínka. Poté, co jim Henry neodpověděl, kontaktoval rodina přímo Belle. Ta jim napsala, že se Henry vydal na koni do Chicaga a zatím se nevrátil. Nechala si jeho kožich a kufr.
V roce 1906 na její inzerát reagoval John Moe z Minnesoty. Poté, co si několik měsíců dopisovali, za ní John přicestoval a přivezl s sebou spoustu peněz jako věno. I když už poté Johna nikdo neviděl, v domě Belle se nacházel jeho kufr, spolu s dalšími jeho dary a penězi.

### Andrew Helgelien a nález několika hrobů
Její kriminální aktivity vypluly napovrch v dubnu roku 1908, kdy její dům v La Porte v Indianě kompletně shořel. V ruinách bylo nalezeno ženské tělo bez hlavy, které bylo identifikováno jako Belle Gunness a těla jejích tří dětí. Po širším ohledávání místa bylo na pozemku farmy nalezeno dalších 11 těl.
Poté, co dům shořel a předpokládalo se, že těla patřila Belle a jejím dětem, byla policie v La Porte kontaktována Asle Helgelienem, bratrem jejího manžela, který udržoval s bratrem korespondenci. V dopisech byl vyzýván, aby vzal všechny své peníze a tajně se odstěhoval k nim do La Porte. Nový vlastník farmy nalezl ve výběhu pro prasata dvě lidské lebky a hlavu, kterou Asle identifikoval jako svého bratra.
Okamžitá prohlídka místa odhalila, že na dvoře farmy byly desítky malých prohlubní a další kopání a vyšetřování na místě přineslo několik pytlů obsahujících trupy a ruce, paže rozsekané od ramen dolů, masy lidských kostí zabalených do volného masa, které bylo tekuté jako želé. Nalezeny byly i hroby s celými těly. Všechna těla byla nejspíše byla zavražděna stejným způsobem; obětem byla sťata hlava, poté byly tělům odseknuty končetiny v ramenou a kolenou.
V první den pátrání bylo nalezeno pět těl, druhý den bylo nalezeno šesté. Těla byla nacházena po částech pod výběhem prasat, v nedalekém jezeře a nakonec policie přestala počet obětí počítat. Původně se o Belle v novinách psalo jako o chvályhodné ženě, která se při požáru zoufale snažila zachránit své děti a sama uhořela spolu s nimi. Po zveřejnění informací o nálezech policie se začaly hromadně ozývat rodiny pohřešovaných mužů, kteří se po požáru přestali ozývat. Bohužel ale nebylo možné všechny identifikovat a rodinám tak oznámit pravdu.

## Následky
Belle Gunness byla prohlášena za mrtvou, i když doktor konstatoval, že nalezené tělo bylo bez hlavy a podstatně menší a lehčí, než byla Belle. Nikdy nebylo zjištěno, co se s hlavou nalezeného těla stalo. Dlouho poté, co byla Belle policií prohlášena za mrtvou, se lidé snažili Belle najít, jelikož mnoho z nich věřilo, že svou smrt pouze narafičila. Bylo hlášeno i několik zahlédnutí Belle v Chicagu. Policie se všem hlášením věnovala a dané ženy si zvala na výslech, ale ani v jednom případě se nejednalo o Belle. V roce 2008 se policie snažila provést DNA test mrtvého těla a DNA zanechaného na dopisech, avšak stopy z dopisů byly příliš staré na to, aby byl test řádně proveden.
Potom, co se svět dozvěděl o zločinech Belle Gunness, se farma stala turistickou atrakcí. Zvědavci z celé země se jezdily dívat na masové hroby a odnášeli si z místa suvenýry, které následně prodávali. Její činy se staly součástí historie La Porte a v místním muzeu je Belle věnována stálá expozice.
Belle Gunness se stala také inspirací pro dvě americké muzikální balady.